# Fenda interglútea

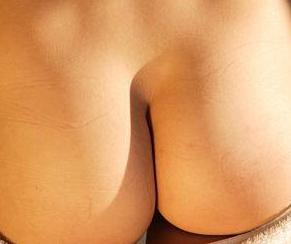
Fenda interglútea

A fenda interglútea (crena analis, crena ani, crena interglutealis, sulcus glutealis em latim) é a fenda que separa as duas nádegas formadas pelos músculos glúteos máximos, formando um arco mediano que segue a curvatura do sacro e do cóccix, entre o períneo e a alta região do sacro.
Este sulco pode sofrer várias patologias, entre elas psoríase invertida, síndrome de regressão caudal, e cisto pilonidal.